# Нужин, Михаил Тихонович
Михаи́л Ти́хонович Нужин (21 октября 1914, Острожка, Оханский уезд, Пермская губерния, Российская империя — 11 августа 1983, Казань) — советский математик и механик; доктор физико-математических наук, профессор (1955); Заслуженный деятель науки РСФСР.

## Биография
Дед — Михаил Нужин — потомственный крестьянин с. Татарские Челны Елабужского уезда, переехал в Острожское, где с тремя сыновьями занимался хлебопашеством, держал небольшую пекарню, а также поставил красильный цех для окраски художественных холстов. Отец — Тихон Михайлович, в 1915 г. погиб в боях Первой мировой войны. Мама — Анастасия Кузьминична. В 1918 г. дед вернулся в Татарские Челны вместе с невесткой и внуком; начале 1920-х гг. покончил с собой. В 1923 году Анастасия Кузьминична вышла замуж за Михаила Михайловича Нужина, старшего брата Тихона Михайловича.
Позже М. Т. Нужин жил в Бондюге, куда переехал отчим работать на заводе. С 1927 г. учился в Елабужской механико-технической школе. По окончании школы с 1930 г. работал на механическом заводе сельскохозяйственных орудий (Старая Русса), затем — токарем на судостроительном заводе (Зеленодольск), с 1931 г. — на Бондюжском химическом заводе, где также был председателем ячейки рационализаторов.
С 1933 года учился в Казанском авиационном институте, откуда 3 февраля 1936 г. был исключён в связи с арестом отчима. 26 февраля того же года зачислен на 3-й курс Казанского университета, который окончил в 1938 г. по специальности «теория упругости». С сентября 1938 г. — аспирант по кафедре механики (руководитель — заведующий кафедрой профессор Н. Н. Парфентьев).
С 1939 года — в рядах Красной Армии. Служил авиамехаником в авиационном полку в Монголии, одновременно вёл занятия по политическим дисциплинам в дивизионной партийной школе.
В 1941 году принят кандидатом в члены ВКП(б). В феврале-мае 1942 года учился в Черниговском военном училище (эвакуированном в Иркутск), выпущен с присвоением звания политрука. С сентября 1942 года — в боях Великой Отечественной войны в составе 831-й артиллерийского полка 279-й стрелковой дивизии комиссаром артдивизиона. Был дважды контужен. Закончил войну парторгом 831-го полка в звании майора, затем служил старшим инструктором Политуправления Уральского военного округа. Демобилизован в июне 1946 года.
Вернувшись в Казань, восстановился в аспирантуре по кафедре механики (заведующий кафедрой профессор Г. Г. Тумашев). В 1947 году защитил кандидатскую диссертацию, избран старшим научным сотрудником НИИ математики и механики им. Н. Г. Чеботарёва при Казанском университете; с октября 1951 г. — заведующий сектором механики института. Одновременно с 1947 г. читал курсы «Аналитическая механика и элементы теории упругости», «Теория аналитических функций», «Обратные краевые задачи в приложении к механике» на физико-математическом факультете университета; являлся заместителем декана (1948—1950), исполняющим обязанности декана (1951) физико-математического факультета. В 1952—1953 гг. — докторант Московского университета. В 1954 году, после защиты докторской диссертации, избран заведующим вновь созданной кафедрой теоретической механики Казанского университета.
16 июня 1954 года назначен ректором Казанского университета.
В период ректорства М. Т. Нужина в университете возникли новые научные направления: бионика, биофизика, биохимия, физика и химия полупроводников. Был создан вычислительный центр университета. Велось интенсивное строительство и оборудование новых учебно-лабораторных корпусов и общежитий для студентов университета.
Возглавлял Совет ректоров РСФСР. Неоднократно участвовал в международных семинарах и конференциях ЮНЕСКО по проблемам университетского образования, в конференциях Международной ассоциации университетов (на VI конференции ассоциации в 1975 году выступил с докладом «Университеты и их роль в высшем образовании»).
После освобождения (10 апреля 1979 года) от должности ректора работал в университете в должности профессора-консультанта вплоть до самой смерти.
Избирался депутатом Верховного Совета РСФСР 5-го (1959—1963) и 6-го (1963—1967) созывов от Татарской АССР (возглавлял депутатскую комиссию по вопросам образования), а также депутатом Верховного Совета Татарской АССР (1971—1980).
Со времён Великой Отечественной войны страдал сахарным диабетом.

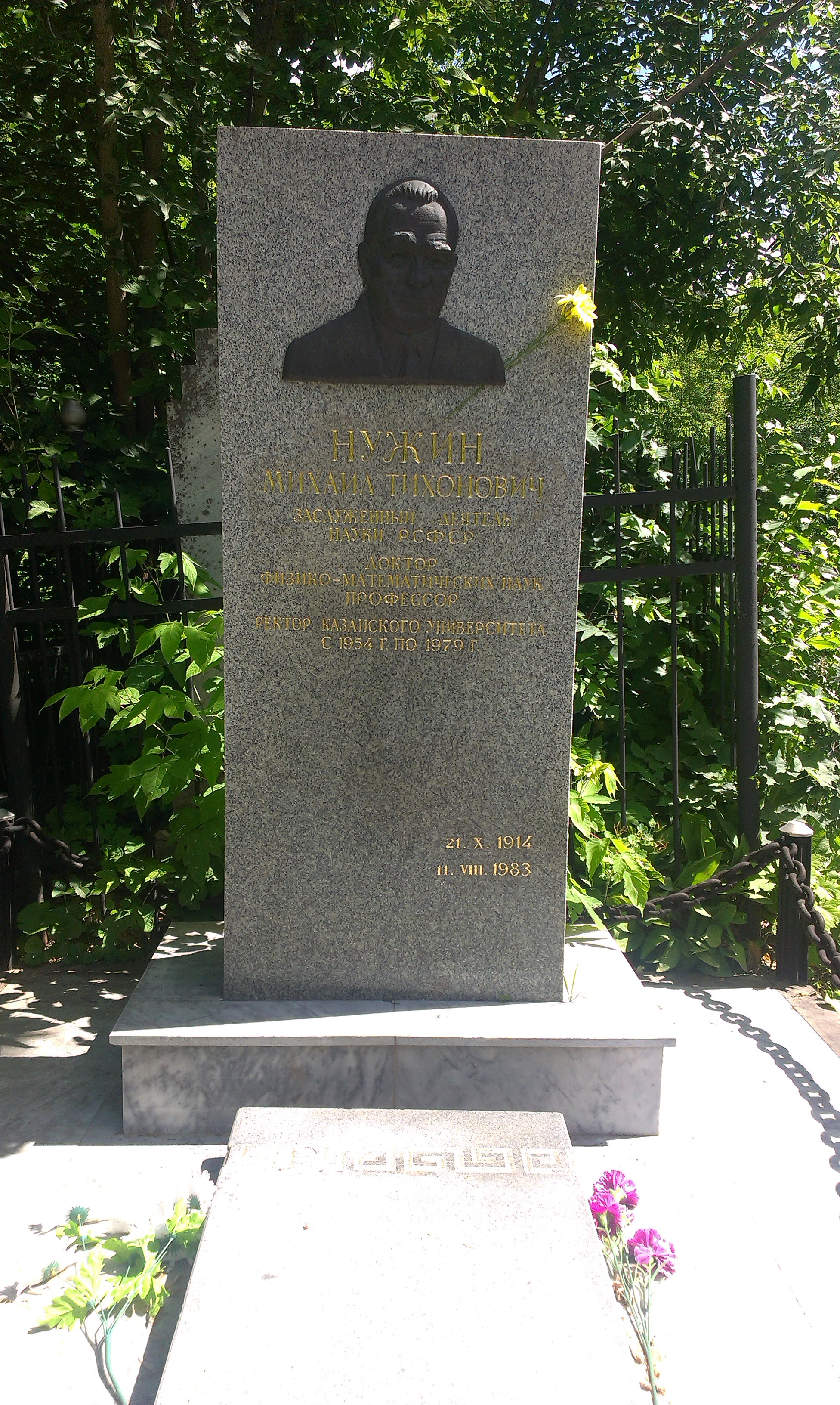
могила Нужина на Арском кладбище

Похоронен на главной аллее Арского кладбища.

## Научная деятельность
Области научных исследований — теория краевых задач для аналитических функций, теория функций комплексного переменного, теория дифференциальных уравнений, механика сплошной среды, теория фильтрации.

### Избранные труды
- Нужин М. Т. Университеты и их роль в высшем образовании. — Казань, 1975.
- Нужин М. Т., Ильинский Н. Б. Методы построения подземного контура гидротехнических сооруженний : Обратные краевые задачи теории фильтрации. — Казань: Изд-во КГУ, 1963.
- Тумашев Г., Нужин М. Обратные краевые задачи и их приложения. — 2-е изд., перераб. и доп. — Казань: Изд. КГУ, 1965. — 332 с.

Часть библиографии работ М. Т. Нужина представлена в базе данных Math-Net.ru Архивная копия от 28 декабря 2014 на Wayback Machine.

## Награды
- два ордена Красной Звезды
- орден Отечественной войны 1-й степени
- орден Ленина
- орден Октябрьской Революции
- орден Трудового Красного Знамени
- орден Дружбы народов
- Заслуженный деятель науки РСФСР (1964)
- медали
- Ленинская юбилейная Почётная грамота
- 1-я премия Министерства высшего образования СССР (1983)[1].

## Память

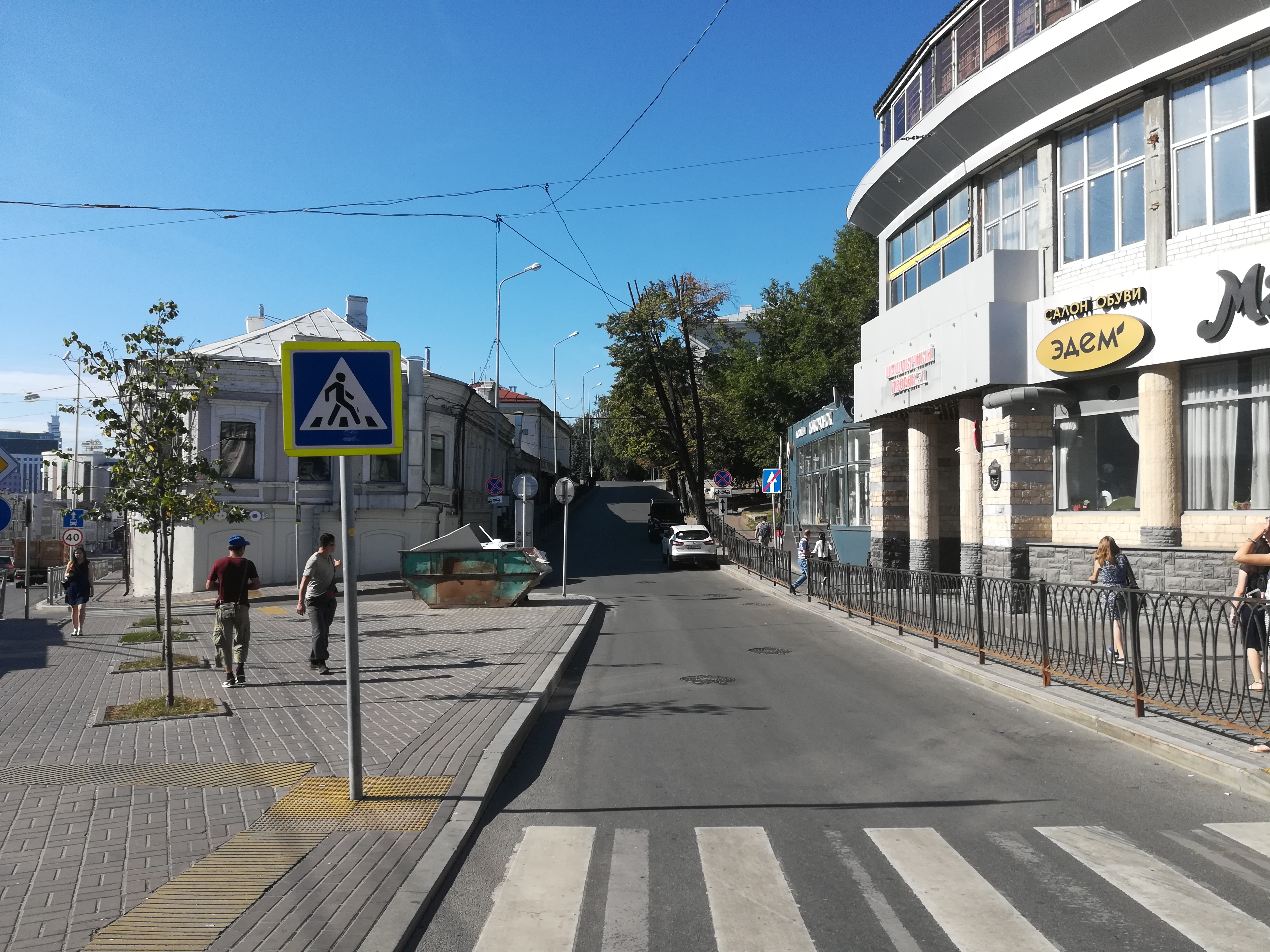
Улица Нужина. Вид от улицы Пушкина

16 ноября 2004 г. напротив главного здания Казанского университета установлен памятник-бюст М. Т. Нужину.
В 2004 г. в Казани часть Университетской улицы на участке от Кремлёвской улицы до улицы Пушкина названа именем М. Т. Нужина — «Профессор Нужин урамы — улица Профессора Нужина».
21 октября 2014 г. в Казанском федеральном университете проведена Всероссийская научная конференция «Обратные краевые задачи и их приложения», посвященная 100-летию со дня рождения М. Т. Нужина.
25 октября 2014 г. в программе «Столица. Итоги недели» телерадиокомпании «Казань» был показан сюжет «Университет в его жизни : сто лет со дня рождения Михаила Нужина».